# Арета Киренская
Арета Киренская (др.-греч. Ἀρήτη; IV в. до н. э.) — древнегреческий философ киренской школы, дочь Аристиппа.
Она изучала философию под руководством её отца Аристиппа, который учился у Сократа. Арета, в свою очередь, обучала своего сына Аристиппа Младшего, который, впоследствии, получил прозвище «ученик матери» (др.-греч. μητροδίδακτος). Арету иногда считают следующей за отцом главой киренской школы, но следующим мог быть её сын, который является официальным основателем школы.
Среди мнимых сократовских писем (датируются приблизительно I веком) есть фиктивное письмо Аристиппа, адресованное Арете. В этом письме рассказывается о благополучной жизни Ареты в Кирене. По словам Аристиппа, она имеет два сада, вполне достаточных для роскошной жизни; собственность в Бенгази, и если только одна эта собственность останется, всё же будет достаточно для поддержания высокого уровня. Аристипп предлагает ей после его смерти переехать в Афины, чтобы Аристипп (Младший) получил лучшее из возможного образование; в Афинах будет жить с Ксантиппой и Мирто и относиться к Лампроклу, как к родному сыну; советовал, прежде всего,
беречь маленького Аристиппа, поскольку он ценен для философии, и быть настраже от врагов в лице властей Кирены.
Однако это письмо практически гарантированно поддельное. Сикутрис указывает, что оно написано на аттическом диалекте. Аристипп им владел, но родным для него был дорийский — и, естественно, и для его дочери. Сомнительно, чтобы, будучи при смерти, он стал зачем-то писать письмо с использованием аттического.
Достоверных сведений об Арете практически не сохранилось. Диоген Лаэртский лапидарен и пишет лишь о том, что Аристипп самолично обучал дочь и учил её «презирать всякое излишество» (Diog. Laert. II 72). После его смерти, как пишет Страбон, она переняла руководство школой (Strabo, XVII 3, 22), а затем передала руководство сыну, Аристиппу Младшему, которого также обучала сама — в связи с чем он и получил прозвище Метродидакт (Μητροδίδακτος, «ученик матери»).
Джон Захм (писавший под псевдонимом Мозанс) в книге «Женщины в науке» утверждает, что Джованни Боккаччо знакомился с «наследием ранних греческих писателей» и особенно оценил «широту и разнообразие знаний Ареты»:

По свидетельству, она тридцать пять лет обучала натуральной и моральной философии в школах и академиях Аттики, написала около сорока книг, и среди её учеников было сто десять философов. Она очень высоко была оценена современниками, на её могиле была написана эпитафия, что она была величава как Греция, обладала красотой Елены, добродетелью Пенелопы, писчим пером Аристиппа, душой Сократа и языком Гомера.